# Brassaiopsis trilobata
Brassaiopsis trilobata är en araliaväxtart som beskrevs av Elmer Drew Merrill. Brassaiopsis trilobata ingår i släktet Brassaiopsis och familjen Araliaceae. Inga underarter finns listade.